# Egisto Tango
Egisto Tango (Roma, 13 de novembre de 1873 – Copenhaguen, 5 d'octubre de 1951) va ser un director d'orquestra italià, les estrenes del qual van incloure El príncep de fusta i El castell de Barbablava de Béla Bartók.
La seva carrera es va iniciar a Venècia i va dirigir a La Scala i al Metropolitan Opera de Nova York abans d'acceptar el càrrec a l'Òpera Nacional de Budapest (1913-1919). Segons Baker's, es va traslladar a Copenhaguen el 1929 (aparentment va dirigir-hi per primera vegada el 1927); segons Grove va treballar a la Volksoper de Viena entre 1925 i 1933.
Segons l'anunci del New York Tribune del 13 de gener de 1910, Tango va ser el director durant la primera emissió de ràdio pública en directe.